# Башкорт тауиші
Башкорт тавищі , Башкорт тауиші  або Башкорт тавищі  ( ст. старотатарською та російською мовами один раз на тиждень у місті Оренбурзі у друкарні «Новий час». Заснована Оренбурзьким військовим відділом Башкирського Уряду у липні 1918 року. Редактор Х. Г. Габітов .

## Історія
У газеті, як офіційному органі влади, головне місце було відведено ознайомленню населення автономної Башкирії з роботою Башкирського уряду, розповсюдженню та роз'ясненню його розпоряджень. Газета, так само висвітлювала події Громадянської війни, видавала накази та розпорядження Башкирського уряду, Башкирської військової ради, антибільшовицькі статті.
20 серпня 1918 року було прийнято рішення об'єднати газети «Башкорт» і «Башкорт тавищі» і видати нову газету «Башкорт хөкүмәтенең теле» (Вісник уряду Башкирії)